# Stercatalogus

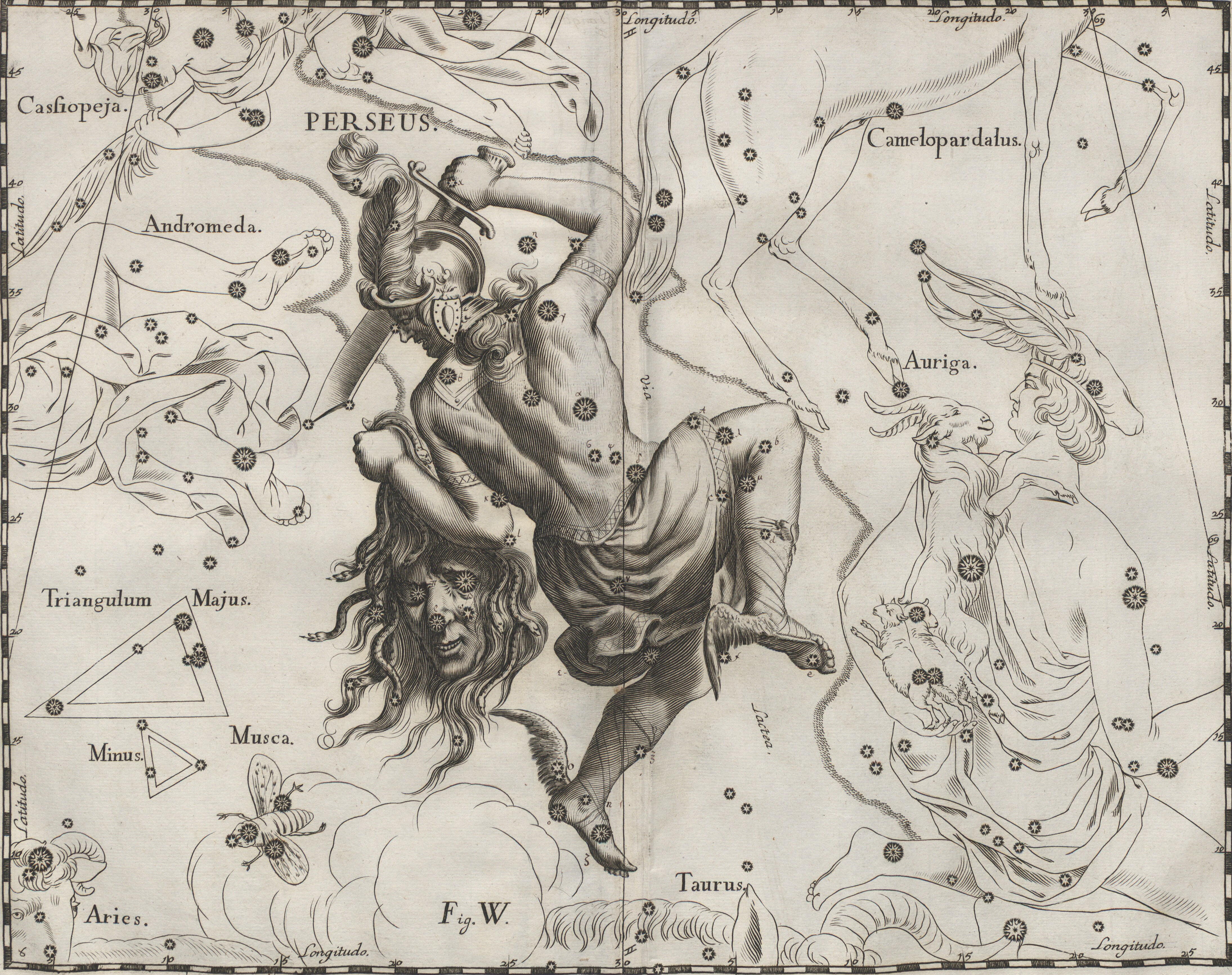
Perseus-constellatie uit de catalogus van Johannes Hevelius (1690).

Naast het geven van namen aan individuele sterren zijn in de loop van de tijd ook verschillende stercatalogi aangelegd, waarin de eigenschappen van de sterren beschreven staan. Sommige catalogi bevatten alle sterren tot een bepaalde helderheid of in een bepaald gebied van de hemel liggen, andere alleen sterren die variabel van helderheid of meervoudig zijn.
Een aantal min of meer bekende catalogi zijn:
- De Almagest van Claudius Ptolemaeus (2e eeuw n.C.), gebaseerd op oudere lijsten van Hipparchus (2e eeuw v.Chr.) en Timocharis van Alexandrië (3e eeuw v.Chr.).
- Zidji Djadid Sultani (1420-1437) van Ulug Bey.
- De Uranometria van Johannes Bayer (1603)
- De lijst van John Flamsteed (tweede helft 17e eeuw).
- Bonner Durchmusterung (1852) (BD nummering, alleen noordelijke hemelkoepel), met uitbreidingen voor het zuidelijk halfrond (Sudentliche Durchmustering, SD nummering, 1886, declinaties -1° tot -23°) en latere gemaakt door de observatoria van Córdoba (Argentinië) (1892) en Kaapstad (Cape Photographic Durchmustering, CPD of CP nummering, 1896)
- De Astronomische Gesellschaft Katalog, met drie edities (AGK1-3).
- De Henry Draper Catalog, waarin voor het eerst de spectraalklasse van sterren vermeld werd. (HD en HDE nummering).
- Smithsonian Astrophysical Observatory (SAO nummering)
- Yale Bright Star Catalogue van Hoffleit et al. 5e editie uit 1991. Dit is een voortzetting van de Harvard Revised catalog en gebruikt de HR nummering.
- Washington Visual Double Star Catalog, gespecialiseerd in dubbelsterren.
- Combined General Catalog of Variable Stars, gespecialiseerd in veranderlijke sterren.
- De Gliese catalogus van dichtbijstaande sterren, tot 25 parsecs van de aarde.
- U.S. Naval Observatory (USNO nummering)
- Hipparcos Catalog, de resultaten van metingen door de ruimtesonde Hipparcos, uitgegeven in 1997.
- De Guide Star Catalog (GSC-II) uit 2008 bevat 945,592,683 sterren tot 21e magnitude.

## Andere catalogi
Naast catalogi die sterren bevatten zijn er ook catalogi van andere objecten:
- Messier, De klassieke lijst van 110 nevelachtige objecten
- New General Catalogue en zijn opvolger Revised NGC.
- de Index Catalogue van de Royal Astronomical Society, opgesteld tussen 1888 en 1907 door Johan Dreyer. IC nummers worden voornamelijk gebruikt voor nevels en gaswolken.